# Ophioplinthus
Ophioplinthus is een geslacht van slangsterren uit de familie Ophiuridae. De wetenschappelijke naam van het geslacht werd in 1878 voorgesteld door Theodore Lyman.

## Soorten
- Ophioplinthus abyssorum (Lyman, 1883)
- Ophioplinthus accomodata (Koehler, 1922)
- Ophioplinthus anceps (Koehler, 1908)
- Ophioplinthus banzarei (Madsen, 1967)
- Ophioplinthus brevirima (Mortensen, 1936)
- Ophioplinthus brucei (Koehler, 1908)
- Ophioplinthus carinata (Studer, 1876)
- Ophioplinthus clasta (H.L. Clark, 1911)
- Ophioplinthus confragosa (Lyman, 1878)
- Ophioplinthus divisa (Lütken & Mortensen, 1899)
- Ophioplinthus frigida (Koehler, 1901)
- Ophioplinthus gelida (Koehler, 1901)
- Ophioplinthus glypta (H.L. Clark, 1939)
- Ophioplinthus granulifera (Bernasconi & D'Agostino, 1973)
- Ophioplinthus grisea Lyman, 1878
- Ophioplinthus inconveniens (Hertz, 1927)
- Ophioplinthus inflata (Koehler, 1897)
- Ophioplinthus inornata (Lyman, 1878)
- Ophioplinthus intorta (Lyman, 1878)
- Ophioplinthus madseni (Belyaev & Litvinova, 1972)
- Ophioplinthus martensi (Studer, 1885)
- Ophioplinthus medusa Lyman, 1878
- Ophioplinthus mordax (Koehler, 1922)
- Ophioplinthus nexila (Kyte, 1987)
- Ophioplinthus olstadi (Madsen, 1955)
- Ophioplinthus partita (Koehler, 1908)
- Ophioplinthus pseudotessellata Martynov & Litvinova, 2008
- Ophioplinthus relegata (Koehler, 1922)
- Ophioplinthus scissa (Koehler, 1908)
- Ophioplinthus scutata (Lyman, 1883)
- Ophioplinthus tessellata (Verrill, 1894)
- Ophioplinthus tuberosa (Mortensen, 1936)
- Ophioplinthus tumescens (Koehler, 1922)
- Ophioplinthus turgida (Mortensen, 1936)
- Ophioplinthus wallini (Mortensen, 1925)